# Горбодук
Горбодук (валл. Gwrvyw), відповідно до твору Джефрі Монмутського, дев'ятнадцятий Міфічний король Британії, одружений з Юдоною. Коли він став немчіний, його сини Феррекс і Поррекс почали спір за спадок, який переріс у громадянську війну, що тривала багато років.

## Асоціації
Gorboduc, назва поеми Джона Ешбері